# (10391) 1997 RR3
1997 أر أر 3 (ويعرف أيضًا باسم (10391) 1997 أر أر 3 وفق تسمية الكوكب الصغير) (بالإنجليزية: 1997 RR3)‏ هو كويكب ضمن حزام الكويكبات؛ وترتيبه 10391 من حيث الاكتشاف.
اكتُشف هذا الجُرم الفلكي بواسطة تاكيشي أوراتا ‏ في 5 سبتمبر 1997.

## وصلات خارجية
- (10391) 1997 RR3 في قاعدة بيانات مختبر الدفع النفاث لأجرام النظام الشمسي الصغيرة

- الاكتشاف · مخطط المدار ·  العناصر المدارية · المعلمات المادية

- (10391) 1997 RR3 على موقع ويكي سكاي: DSS2, SDSS, GALEX, IRAS, Hydrogen α, X-Ray, Astrophoto, Sky Map, Articles and images